# Maracija
Maracija (Marattia), rod papratnjača, vazdazelenih trajnica iz porodice Marattiaceae. Sastoji se od šest priznatih vrsta raširenih po Novom svijetu, točnije, po tropskoj Srednjoj i Južnoj Americi, Karibima i Havajima.
Sporangije su spojene u sinangij, a spore su monoletne (u obliku graha).

## Vrste
1. Marattia alata Sw.
2. Marattia douglasii (C.Presl) Baker
3. Marattia excavata Underw.
4. Marattia interposita Christ
5. Marattia laxa Kunze
6. Marattia weinmanniifolia Liebm.

## Sinonimi
- Gymnotheca C.Presl
- Discostegia C.Presl
- Stibasia C.Presl
- Celanthera Thouin
- Mesocarpus Rosenst.
- Mesosorus Rosenst.
- Myriotheca Comm., Juss.

## Vanjske poveznice
|  | Zajednički poslužitelj ima još gradiva o temi Marattia |
|  | Wikivrste imaju podatke o taksonu Marattia             |